# Kền kền đầu trắng
Kền kền đầu trắng (danh pháp khoa học: Trigonoceps occipitalis) là một loài chim trong họ Accipitridae.
Đây là loài đặc hữu châu Phi. Các quần thể đã giảm mạnh trong những năm gần đây do sự suy thoái môi trường sống và bị ngộ độc từ các xác chết. Một loài họ hàng đã tuyệt chủng cũng có mặt ở đảo Flores của Indonesia, cho thấy rằng chi này đã phổ biến rộng rãi hơn trong quá khứ. 

## Mô tả
Kền kền đầu trắng là một loài kền kền cỡ trung bình, chiều dài thân 72–85 cm và sải cánh dài 207–230 cm. Chim mái có trọng lượng trung bình là 4,7 kg, trong khi con đực thường nhẹ hơn ở mức 4 kg hoặc ít hơn. Loài này là duy nhất trong số các loài kền kền châu Phi vì nó cho thấy mức độ lưỡng hình giới tính bị đảo ngược, trong đó chim mái có phần lớn hơn chim trống.